# Firmin Van Kerrebroeck
Firmin Van Kerrebroeck (né le 14 décembre 1922 à Wondelgem et mort le 17 août 2011 à Audenarde) est un coureur cycliste belge. Professionnel de 1947 à 1966, il a notamment été six fois champion de Belgique de cyclo-cross et vice-champion du monde en 1957, et a remporté 44 cyclo-cross au cours de sa carrière. Il a ensuite dirigé l'équipe nationale belge pendant seize ans et remporté vingt titres de champions du monde avec ses coureurs, notamment Eric et Roger De Vlaeminck et Roland Liboton.

## Palmarès
| Saison / Compétition | Championnat du monde | Championnat de Belgique |
| 1949/1950            |                      | 1er                     |
| 1950/1951            |                      | 2e                      |
| 1951/1952            | 8e                   | 1er                     |
| 1952/1953            |                      | 3e                      |
| 1953/1954            |                      |                         |
| 1954/1955            |                      | 1er                     |
| 1955/1956            |                      | 1er                     |
| 1956/1957            | 2e                   |                         |
| 1957/1958            |                      | 1er                     |
| 1958/1959            | 6e                   | 2e                      |
| 1959/1960            | 5e                   | 2e                      |
| 1960/1961            | 7e                   | 1er                     |
| 1961/1962            | 10e                  |                         |